# Cuadrilátero
En geometría del plano euclídeo, un cuadrilátero es un polígono con cuatro aristas y cuatro vértices o también de forma coloquial, con cuatro lados y cuatro esquinas. A veces se usa el término cuadrángulo por analogía con triángulo, al igual que tetrágono por consistencia con pentágono que tiene cinco lados,  hexágono que tiene seis lados y, en general, con los polígonos de n lados (en este caso, con n=4 lados).
La palabra cuadrilátero se deriva de las palabras latinas "quadri", una variante de cuatro y "latus", que significa "lado".
Los cuadriláteros son polígonos simples (no autointersecantes) o complejos (autointersecantes), también llamados cruzados. Los cuadriláteros simples también pueden clasificarse como convexos o cóncavos.
Los ángulos interiores de un cuadrilátero simple (y plano) ABCD, suman 360 grados, es decir
{\displaystyle \angle A+\angle B+\angle C+\angle D=360^{\circ }.}
Es un caso especial de la fórmula de la suma de los ángulos interiores un n-gono, cuyo valor es (n-2)×180°.
Todos los cuadriláteros cuyos lados no se cruzan entre sí, automáticamente recubren el plano mediante la rotación repetida alrededor de los puntos medios de sus lados.

## Elementos de un cuadrilátero
Los elementos de un cuadrilátero son los siguientes:
- Cuatro vértices: puntos de intersección de los lados que conforman el cuadrilátero.
- Cuatro lados: segmentos que unen los vértices contiguos.
- Dos diagonales: segmentos cuyos extremos son dos vértices no contiguos.
- Cuatro ángulos interiores: el determinado por dos lados contiguos.
- Cuatro ángulos exteriores: el determinado por la prolongación de uno de los lados sobre un vértice y el contiguo en el mismo vértice.

## Proposiciones generales

Nomenclatura de los elementos de un cuadrilátero

- Los cuadriláteros tienen dos diagonales.
- Las diagonales de un cuadrilátero se cortan en un punto interior, si y solamente si este es convexo.
- Poseen cuatro ángulos.
- La suma de las medidas de los ángulos de un cuadrilátero {\displaystyle ABCD} convexo es 360° o 2π radianes.

{\displaystyle \angle A+\angle B+\angle C+\angle D=360^{\circ }}
- Si un cuadrilátero está inscrito en una circunferencia la suma de la medida de sus ángulos opuestos es igual a 180°.
- Sea ABCD un cuadrilátero inscrito en una circunferencia de diámetro {\displaystyle AB}, entonces las proyecciones de los lados AD y BC sobre la recta CD son iguales.[1]
- Si se unen con cuatro segmentos los puntos medios de todos los lados de un cuadrilátero, entonces dichos segmentos forman un paralelogramo.
- Si un cuadrilátero está circunscrito entonces la suma de sus lados opuestos son iguales. {\displaystyle AB+CD=BC+DA}.[2]
- Para un cuadrilátero convexo se cumple {\displaystyle a^{2}+b^{2}+c^{2}+d^{2}=d_{1}^{2}+d_{2}^{2}+4m^{2}} donde {\displaystyle a,b,c,d} son los lados; {\displaystyle d_{1},d_{2}},las diagonales y m, la longitud del segmento que une los puntos medios de las diagonales.
- También se verifica: {\displaystyle d_{1}^{2}+d_{2}^{2}=m_{1}^{2}+m_{2}^{2}} donde {\displaystyle d_{1},d_{2}} son las diagonales y {\displaystyle m_{1},m_{2}} son los segmentos, que unen los puntos medios de lados opuestos, llamados simedianas.[3]

## Clasificación

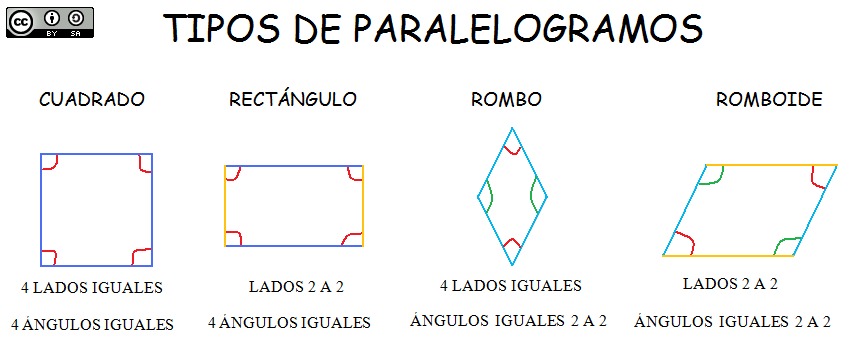
Tipos de Paralelogramos

Deltoides

Los cuadriláteros se clasifican según el paralelismo de sus lados, sus longitudes y sus ángulos interiores:
- Paralelogramo: sus lados opuestos son paralelos.
  - Cuadrado: todos sus lados son iguales, todos sus ángulos interiores son rectos, sus diagonales son iguales y perpendiculares entre sí, tiene una circunferencia inscritas y otra circunscrita, además todos los cuadrados son semejantes entre sí .
  - Rombo: todos sus lados son iguales, cada par de ángulos agudos y obtusos son opuestos, sus diagonales son distintas y perpendiculares entre sí, son bisectrices, tiene una circunferencia inscrita.
  - Rectángulo: sus lados opuestos son iguales dos a dos y los paralelos, todos sus ángulos interiores son rectos, sus dos diagonales son iguales pero no son perpendiculares entre sí y tiene una circunferencia circunscrita.
  - Romboide: sus lados opuestos son iguales dos a dos, cada par de ángulos agudos y obtusos son opuestos, sus dos diagonales son de distinta longitud y no son perpendiculares entre sí.
- Trapecio: En geometría, se llama trapecio a un cuadrilátero que tiene dos lados no consecutivos paralelos llamados bases del trapecio, y el segmento perpendicular entre las dos bases y su propia longitud son llamadas altura del trapecio
- Trapezoide: En geometría euclídea plana, un trapezoide es un cuadrilátero convexo sin lados paralelos.

## Nomenclatura de los cuadriláteros
En el gráfico ilustrativo de la taxonomía de los cuadriláteros se pasa de las definiciones más generales a las más específicas siguiendo el sentido de las flechas.
Así se parte de un cuadrilátero definido como un polígono cerrado de cuatro lados, sin más restricciones, para diferenciar a continuación los cuadriláteros compuestos de los simples.
En un cuadrilátero complejo, dos de sus lados se cortan. En uno simple los lados no se cruzan.
Los cuadriláteros simples se dividen en:
- Cóncavos. En un cuadrilátero cóncavo al menos uno de sus ángulos interiores mide más de 180°.
- Convexos. Un cuadrilátero convexo no tiene ángulos interiores que midan más de 180°. El cuadrilátero convexo general sería el trapezoide. Los convexos se subdividen en:

1. Cuadrilátero cíclico, si se puede trazar una circunferencia que pase por sus vértices.
2. Cuadrilátero tangencial, si se puede trazar una circunferencia tangente a cada uno de sus lados.
3. Trapecios, si tienen dos lados paralelos. Se diferencian:
  1. Romboide, como caso más general de paralelogramo, si los lados son paralelos dos a dos.
  2. Trapecio rectángulo, que tiene un lado perpendicular a sus bases.
  3. Trapecio isósceles, cuyos lados no paralelos son de igual medida. Este trapecio también es cíclico.

A un cuadrilátero que al mismo tiempo sea cíclico y tangencial se le denomina cuadrilátero bicéntrico. El deltoide es tangencial con dos pares de lados iguales.
Un caso particular de trapecio isósceles es cuando la longitud de una de las bases es igual que la de sus lados, por lo cual se configura un trapecio de tres lados iguales.

## Cuadriláteros simples

Diagrama de Euler de diversos tipos de cuadriláteros simples

Cualquier cuadrilátero que no se autointerseca es un cuadrilátero simple.

### Cuadriláteros convexos
En un cuadrilátero convexo, todos los ángulos interiores son inferiores a 180° y las dos diagonales se encuentran dentro del cuadrilátero.
Trapezoide o cuadrilátero irregular: ninguno de sus lados son paralelos entre sí
- Trapecio: Al menos un par de lados opuestos son paralelos. Los trapecios incluyen a los paralelogramos.
- Trapecio isósceles: Un par de lados opuestos son paralelos y los ángulos de cada base son iguales entre sí. Otras definiciones alternativas son: un cuadrilátero con un eje de simetría que divide un par de lados opuestos; o un trapecio con diagonales de igual longitud.
- Paralelogramo: Un cuadrilátero con dos pares de lados paralelos. Condiciones equivalentes son que los lados opuestos sean de igual longitud; que los ángulos opuestos sean iguales; o que las diagonales se bisequen entre sí (es decir, se corten en sus puntos medios). Al conjunto de los paralelogramos pertenecen los rombos (incluidos los que tienen sus ángulos rectos, es decir, los cuadrados) y los romboides (incluidos los que tienen sus ángulos rectos, los rectángulos). En otras palabras, los paralelogramos incluyen todos los romboides y todos los rombos, y por lo tanto también incluyen todos los rectángulos y todos los cuadrados.
- Rombo: Sus cuatro lados tienen la misma longitud. Una condición equivalente es que las diagonales se bisecan perpendicularmente entre sí. Informalmente: "un cuadrado cizallado" (pero estrictamente, incluyendo un cuadrado también).
- Romboide: Un paralelogramo en el que los lados adyacentes tienen longitudes distintas y algunos de sus ángulos son oblicuos (equivalentemente, sin ángulos rectos). Informalmente: "un rectángulo cizallado". No todas las referencias están de acuerdo, y en algunas se define un romboide como un paralelogramo que no es un rombo.[4]
- Rectángulo: Sus cuatro ángulos son ángulos rectos. Una condición equivalente es que las diagonales se corten entre sí y que los cuatro segmentos resultantes tengan la misma longitud. Los rectángulos incluyen a los cuadrados.
- Cuadrado (cuadrilátero regular): Sus cuatro lados tienen la misma longitud (es equilátero) y los cuatro ángulos son ángulos rectos. Una condición equivalente es que los lados opuestos sean paralelos (un cuadrado es un paralelogramo), que las diagonales se bisequen perpendicularmente entre sí y que tengan la misma longitud. Un cuadrilátero es un cuadrado si y solo si es tanto un rombo como un rectángulo (cuatro lados iguales y cuatro ángulos iguales).
- Oblongo: Es un término que a veces se usa en textos en lengua inglesa para denominar a un rectángulo que tiene lados adyacentes desiguales (es decir, para referirse estrictamente a un rectángulo que no es un cuadrado).[5]
- Deltoide: Posee dos pares de lados adyacentes de igual longitud. Esto implica que una diagonal divide el deltoide en dos partes congruentes, por lo que los ángulos comprendidos entre los dos pares de lados desiguales son iguales en medida. También implica que las diagonales son perpendiculares entre sí. Los deltoides también incluyen a los rombos.

- Cuadrilátero circunscrito: Los cuatro lados son tangentes a una circunferencia inscrita. Un cuadrilátero convexo es tangencial si y solo si las sumas de las longitudes de los lados opuestos son iguales entre sí.
- Trapecio tangencial: Es un trapecio en el que los cuatro lados son tangentes a una circunferencia inscrita.
- Cuadrilátero cíclico: Los cuatro vértices se encuentran en un circunferencia circunscrita. Un cuadrilátero convexo es cíclico si y solo si los ángulos opuestos suman 180°.
- Deltoide recto: Un deltoide con dos ángulos rectos opuestos. Es un tipo de cuadrilátero cíclico.
- Cuadrilátero armónico: Los productos de las longitudes de los lados opuestos son iguales. Es un tipo de cuadrilátero cíclico.
- Cuadrilátero bicéntrico: Es tangencial y cíclico a la vez.
- Cuadrilátero ortodiagonal: Sus diagonales se cruzan en ángulo recto.
- Cuadrilátero equidiagonal: Las diagonales son de igual longitud.
- Cuadrilatero extangencial: Las cuatro extensiones de los lados son tangentes a una circunferencia inscrita y exinscrita en un triángulo.
- Cuadrilátero equílico: Es aquel que tiene dos lados iguales opuestos que, cuando se extienden, se encuentran a 60°.
- Cuadrilátero de Watt: Posee un par de lados opuestos de igual longitud.[6]
- Cuadrilátero cuadrático: Es un cuadrilátero convexo cuyos cuatro vértices se encuentran en el perímetro de un cuadrado.[7]
- Cuadrilátero diametral: Aquel cuadrilátero cíclico que tiene uno de sus lados como diámetro de su circunferencia circunscrita.[8]
- Cuadrilátero de Hjelmslev: Es un cuadrilátero con dos ángulos rectos en vértices opuestos.[9]

### Cuadriláteros cóncavos
En un cuadrilátero cóncavo, un ángulo interior es mayor de 180° y una de las dos diagonales se encuentra fuera del cuadrilátero.
- Un dardo (o punta de flecha) es un cuadrilátero cóncavo con simetría bilateral como un deltoide, pero con un ángulo interior mayor de 180°.

## Cuadriláteros complejos

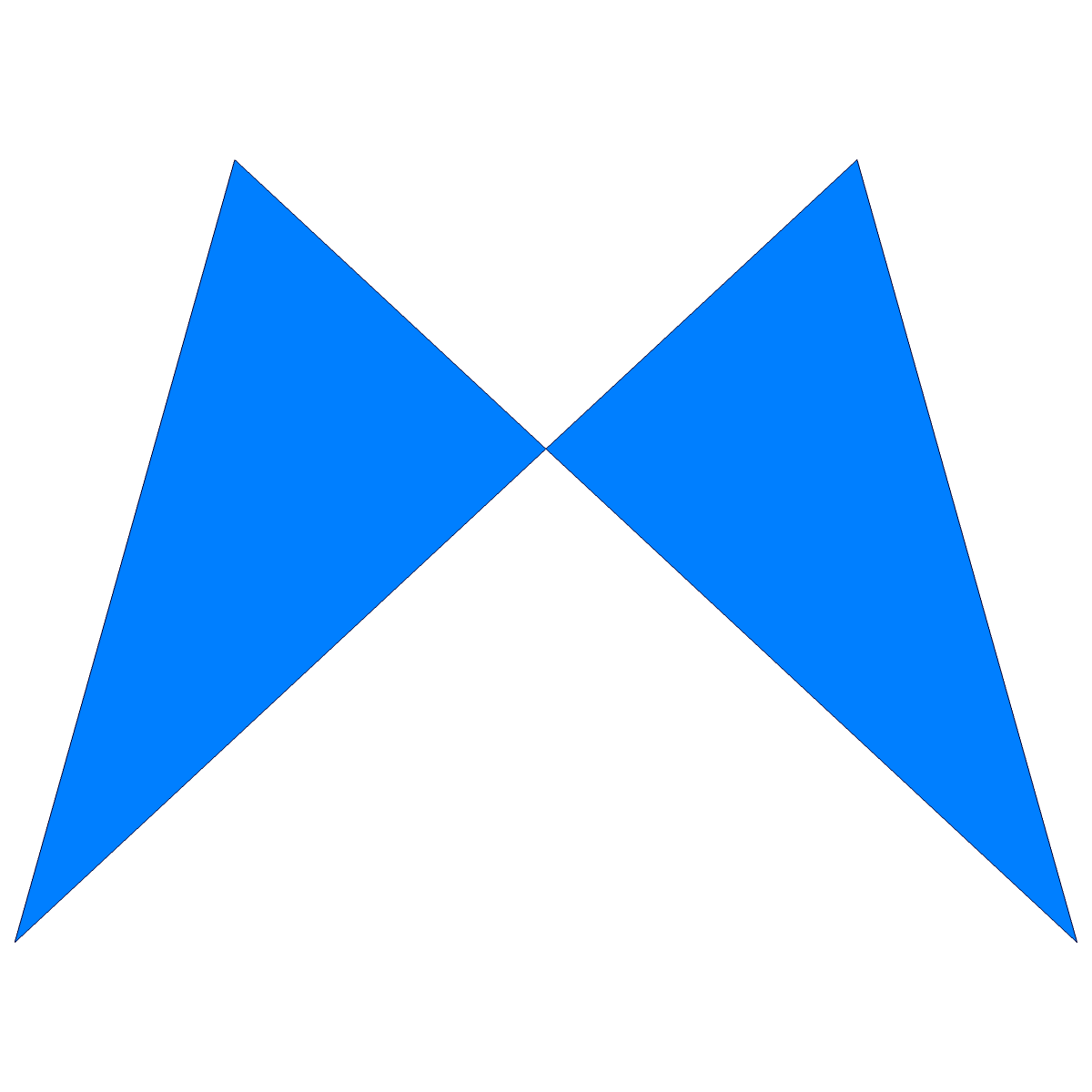
Un antiparalelogramo

Un cuadrilátero autointersecante se puede denominar de varias formas: cuadrilátero cruzado, cuadrilátero mariposa o lazo de pajarita. En un cuadrilátero cruzado, los cuatro ángulos interiores a cada lado del cruce (dos agudos y dos obtusos, todos a la izquierda o todos a la derecha a medida que se traza la figura) suman 720°.
- Un trapecio cruzado[11] es un cuadrilátero autointersecante en el que (como en el caso de un trapecio), un par de lados no adyacentes son paralelos entre sí.
- Antiparalelogramo: Es un cuadrilátero cruzado en el que (como en un paralelogramo) cada par de lados no adyacentes tienen la misma longitud.
- Rectángulo cruzado: Es un antiparalelogramo cuyos lados son dos lados opuestos y las dos diagonales de un rectángulo, y por lo tanto, tienen un par de lados opuestos paralelos.
- Cuadrado cruzado: Se trata de un caso especial de un rectángulo cruzado, donde dos de los lados se cruzan en ángulo recto.

## Cuadriláteros simétricos

Cuadriláteros convexos según sus simetrías

Los cuadriláteros también pueden clasificarse de acuerdo con sus propiedades de simetría:

### Cuadriláteros simples
Ejes de simetría:
- 4 Ejes: el cuadrado presenta cuatro ejes de simetría: sus dos diagonales y sus dos bimedianas
- 2 Ejes: el rombo (sus dos diagonales) y el rectángulo (sus dos bimedianas)
- 1 Eje: el trapecio isósceles (la bimediana entre las dos caras paralelas) y el deltoide, tanto cóncavo como convexo (una diagonal)

Simetría rotacional:
- El cuadrado es isotoxal ante giros de 90°.
- El rombo y el rectángulo son isotoxales con respecto a giros de 180°.

Estos criterios también son aplicables a los cuadriláteros complejos:

### Cuadriláteros complejos
Ejes de simetría:
- 2 Ejes: los antiparalelogramos del cuadrado y del rectángulo poseen dos ejes: una bimediana y su perpendicular por el centro.
- 1 Eje: el antiparalelogramo del trapecio isósceles es simétrico respecto a la bimediana entre las caras paralelas.

Simetría rotacional:
- Los antiparalelogramos del cuadrado y del rectángulo son isotoxal ante giros de 180°.

El resto de los cuadriláteros carece de simetrías.

## Fórmulas diversas

Los cuatro lados de un cuadrilátero: a, b, c, d ;
los cuatro vértices: A, B, C, D ;
las dos diagonales: e, f.

- La suma de los ángulos internos es igual a 360°:

- Si las diagonales son perpendiculares, se cumple la relación siguiente:

- El área de un cuadrilátero se puede calcular mediante cualquiera de estas seis fórmulas:

{\displaystyle A={\tfrac {1}{2}}ad\cdot \sin {\alpha }+{\tfrac {1}{4}}{\sqrt {4b^{2}c^{2}-(b^{2}+c^{2}-a^{2}-d^{2}+2ad\cdot \cos {\alpha })^{2}}}} (para un cuadrilátero con concavidad en C cambiar el primer signo + por -).

### Teorema de Arquímedes-Faure
Sea el cuadrilátero inscrito de lados a,b,c y d; de diagonales perpendiculares que al intersecarse determinan los segmentos m y n en uno de ellos, y p y q en el otro, y cuyo radio de la circunferencia circunscrita se denomina R. En tal caso, son válidas las igualdades siguientes:

{\displaystyle a^{2}+c^{2}=b^{2}+d^{2}=4R^{2}}

(1){\displaystyle m^{2}+n^{2}+p^{2}+q^{2}=4R^{2}}

## Segmentos especiales

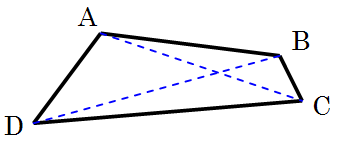
Geometrías cuadriláteras.

Las dos diagonales de un cuadrilátero convexo son los segmentos que conectan vértices opuestos.
Las dos bimedianas de un cuadrilátero convexo son los segmentos rectilíneos que conectan los puntos medios de los lados opuestos. Se cruzan en el centroide de vértices del cuadrilátero.
Las cuatro m-alturas de un cuadrilátero convexo son las perpendiculares a un lado a través del punto medio del lado opuesto.

## Área de un cuadrilátero convexo
Existen varias fórmulas generales para el área K de un cuadrilátero convexo ABCD con lados a =  AB, b = BC, c = CD y d = DA.

### Fórmulas trigonométricas
El área se puede expresar en términos trigonométricos como
{\displaystyle K={\tfrac {1}{2}}pq\cdot \sin \theta ,}
donde las longitudes de las diagonales son p y q y el ángulo entre ellas es θ. En el caso de un cuadrilátero ortodiagonal (por ejemplo, rombo, cuadrado o deltoide), esta fórmula se reduce a {\displaystyle K={\tfrac {1}{2}}pq} ya que θ es 90°.
El área también se puede expresar en términos de las bimedianas como
{\displaystyle K=mn\cdot \sin \varphi ,}
donde las longitudes de las bimedianas son m y n y el ángulo entre ellos es φ.
La fórmula de Bretschneider expresa el área en términos de la longitud de los lados y del valor de dos ángulos opuestos:
{\displaystyle {\begin{aligned}K&={\sqrt {(s-a)(s-b)(s-c)(s-d)-{\tfrac {1}{2}}abcd\;[1+\cos(A+C)]}}\\&={\sqrt {(s-a)(s-b)(s-c)(s-d)-abcd\left[\cos ^{2}\left({\tfrac {A+C}{2}}\right)\right]}}\end{aligned}}}
donde los lados (denominados consecutivamente) son a, b, c y d, donde s es el semiperímetro, y donde A y C son dos (de hecho, cualesquiera dos) ángulos opuestos. Esto se reduce a la fórmula de Brahmagupta para el área de un cuadrilátero cíclico cuando A + C = 180°.
Otra fórmula del área en función de la longitud de los lados y del valor de los ángulos, con el ángulo C entre los lados b y c, y A entre los lados a y d, es
{\displaystyle K={\tfrac {1}{2}}ad\cdot \sin {A}+{\tfrac {1}{2}}bc\cdot \sin {C}.}
En el caso de un cuadrilátero cíclico, la última fórmula se convierte en {\displaystyle K={\tfrac {1}{2}}(ad+bc)\sin {A}.}
En un paralelogramo, donde ambos pares de lados opuestos y ángulos son iguales, esta fórmula se reduce a {\displaystyle K=ab\cdot \sin {A}.}
Alternativamente, se puede determinar el área en términos de los lados y el ángulo de intersección θ de las diagonales, siempre que este ángulo no sea 90°:
{\displaystyle K={\frac {|\tan \theta |}{4}}\cdot \left|a^{2}+c^{2}-b^{2}-d^{2}\right|.}
En el caso de un paralelogramo, la última fórmula se convierte en {\displaystyle K={\tfrac {1}{2}}|\tan \theta |\cdot \left|a^{2}-b^{2}\right|.}
Otra fórmula del área que incluye los lados a, b, c y d, es:
{\displaystyle K={\tfrac {1}{2}}{\sqrt {((a^{2}+c^{2})-2x^{2})((b^{2}+d^{2})-2x^{2})}}\sin {\varphi }}
donde x es la distancia entre los puntos medios de las diagonales y φ es el ángulo entre las bimedianas.
La última fórmula del área trigonométrica que incluye los lados a, b, c y d y el ángulo α entre a y b, es:[cita requerida]
{\displaystyle K={\tfrac {1}{2}}ab\cdot \sin {\alpha }+{\tfrac {1}{4}}{\sqrt {4c^{2}d^{2}-(c^{2}+d^{2}-a^{2}-b^{2}+2ab\cdot \cos {\alpha })^{2}}},}
que también se puede usar para el área de un cuadrilátero cóncavo (que tiene la parte cóncava opuesta al ángulo α) simplemente cambiando el primer signo + por un -.

### Fórmulas no trigonométricas
Las siguientes dos fórmulas expresan el área en términos de los lados a, b, c y d; del semiperímetro s y de las diagonales p y q:
{\displaystyle K={\sqrt {(s-a)(s-b)(s-c)(s-d)-{\tfrac {1}{4}}(ac+bd+pq)(ac+bd-pq)}},}
{\displaystyle K={\tfrac {1}{4}}{\sqrt {4p^{2}q^{2}-\left(a^{2}+c^{2}-b^{2}-d^{2}\right)^{2}}}.} 
La primera se reduce a la fórmula de Brahmagupta en el caso del cuadrilátero cíclico, dado que entonces pq = ac + bd.
El área también se puede expresar en términos de las bimedianas m y n; y de las diagonales p y q:
{\displaystyle K={\tfrac {1}{2}}{\sqrt {(m+n+p)(m+n-p)(m+n+q)(m+n-q)}},} 
{\displaystyle K={\tfrac {1}{2}}{\sqrt {p^{2}q^{2}-(m^{2}-n^{2})^{2}}}.} : Thm. 7 
De hecho, tres de los cuatro valores m, n, p y q son suficientes para la determinación del área, ya que en cualquier cuadrilátero los cuatro valores están relacionados por {\displaystyle p^{2}+q^{2}=2(m^{2}+n^{2}).}: p. 126  Las expresiones correspondientes son:
{\displaystyle K={\tfrac {1}{2}}{\sqrt {[(m+n)^{2}-p^{2}]\cdot [p^{2}-(m-n)^{2}]}},}
si se dan las longitudes de dos bimedianas y de una diagonal, y
{\displaystyle K={\tfrac {1}{4}}{\sqrt {[(p+q)^{2}-4m^{2}]\cdot [4m^{2}-(p-q)^{2}]}},}
si se dan las longitudes de dos diagonales y de una bimediana.

### Fórmulas vectoriales
El área de un cuadrilátero ABCD se puede calcular usando vectores. Sean los vectores AC y BD correspondientes a las diagonales desde A hasta C y desde B hasta D. El área del cuadrilátero es entonces
{\displaystyle K={\tfrac {1}{2}}|\mathbf {AC} \times \mathbf {BD} |,}
que es la mitad de la magnitud del producto vectorial de los vectores AC y BD. En el espacio euclidiano bidimensional, expresando el vector AC como un vector libre en el espacio cartesiano igual a (x1, y1) y BD como (x2, y2), esto puede reescribirse como:
{\displaystyle K={\tfrac {1}{2}}|x_{1}y_{2}-x_{2}y_{1}|.}

## Diagonales

### Propiedades de las diagonales en algunos cuadriláteros
En la siguiente tabla se enumera si las diagonales en algunos de los cuadriláteros más básicos se bisecan entre sí, si sus diagonales son perpendiculares y si sus diagonales tienen la misma longitud. La lista se aplica a los casos más generales:
| Cuadrilátero       | Diagonales bisecantes | Diagonales perpendiculares | Diagonales iguales |
| ------------------ | --------------------- | -------------------------- | ------------------ |
| Trapecio           | No                    | Véase nota 1               | No                 |
| Trapecio isósceles | No                    | Véase nota 1               | Sí                 |
| Paralelogramo      | Si                    | No                         | No                 |
| Deltoide           | Véase nota 2          | Si                         | Véase nota 2       |
| Rectángulo         | Sí                    | No                         | Sí                 |
| Rombo              | Sí                    | Sí                         | No                 |
| Cuadrado           | Sí                    | Sí                         | Sí                 |

 Nota 1: Los trapecios (incluidos los trapecios isósceles), en general no tienen diagonales perpendiculares, pero hay un número infinito de trapecios (no semejantes entre sí) y de trapecios isósceles, que tienen diagonales perpendiculares y no son ningún otro tipo de cuadrilátero.
 Nota 2: En un deltoide, una diagonal divide a la otra. El deltoide más general tiene diagonales desiguales, pero hay un número infinito de deltoides (no similares) en los que las diagonales tienen la misma longitud (y que no se ajustan a la definición de otro cuadrilátero).

### Longitudes de las diagonales
Las longitudes de las diagonales en un cuadrilátero convexo ABCD se pueden calcular usando el teorema del coseno en cada triángulo formado por una diagonal y dos lados del cuadrilátero. Así
{\displaystyle p={\sqrt {a^{2}+b^{2}-2ab\cos {B}}}={\sqrt {c^{2}+d^{2}-2cd\cos {D}}}}
y
{\displaystyle q={\sqrt {a^{2}+d^{2}-2ad\cos {A}}}={\sqrt {b^{2}+c^{2}-2bc\cos {C}}}.}
Otras fórmulas más simétricas para las longitudes de las diagonales son:
{\displaystyle p={\sqrt {\frac {(ac+bd)(ad+bc)-2abcd(\cos {B}+\cos {D})}{ab+cd}}}}
y
{\displaystyle q={\sqrt {\frac {(ab+cd)(ac+bd)-2abcd(\cos {A}+\cos {C})}{ad+bc}}}.}

### Generalizaciones de la ley del paralelogramo y del teorema de Ptolomeo
En cualquier cuadrilátero convexo ABCD, la suma de los cuadrados de los cuatro lados es igual a la suma de los cuadrados de las dos diagonales más cuatro veces el cuadrado de la longitud del segmento que conecta los puntos medios de las diagonales. Así
{\displaystyle a^{2}+b^{2}+c^{2}+d^{2}=p^{2}+q^{2}+4x^{2}}
donde x es la distancia entre los puntos medios de las diagonales.: p.126  Esto a veces se conoce como el teorema del cuadrilátero de Euler y es una generalización de la ley del paralelogramo.
El matemático alemán Carl Anton Bretschneider dedujo en 1842 la siguiente generalización del Teorema de Ptolomeo con respecto al producto de las diagonales en un cuadrilátero convexo:
{\displaystyle p^{2}q^{2}=a^{2}c^{2}+b^{2}d^{2}-2abcd\cos {(A+C)}.}
Esta relación puede considerarse como equivalente al teorema del coseno para un cuadrilátero. En un cuadrilátero cíclico, donde A+C=180°, se reduce a pq=ac+bd. Como cos(A+C)≥−1, también proporciona una prueba de la desigualdad de Ptolomeo.

### Otras relaciones métricas
Si X e Y son los pies de las normales desde B y D hasta la diagonal AC=p en un cuadrilátero convexo ABCD con lados a=AB, b=BC, c=CD y d=DA, entonces: p.14 
{\displaystyle XY={\frac {|a^{2}+c^{2}-b^{2}-d^{2}|}{2p}}.}
En un cuadrilátero convexo ABCD con lados a=AB, b=BC, c=CD y d=DA, y donde las diagonales se cruzan en E,
{\displaystyle efgh(a+c+b+d)(a+c-b-d)=(agh+cef+beh+dfg)(agh+cef-beh-dfg)}
donde e=AE, f=BE, g=CE, y h=DE.
La forma y el tamaño de un cuadrilátero convexo están completamente determinados por las longitudes de sus lados en secuencia y de una diagonal entre dos vértices especificados. Las dos diagonales p, q y las cuatro longitudes laterales a, b, c, d de un cuadrilátero están relacionadas por el determinante de Cayley-Menger, de la siguiente manera:
{\displaystyle \det {\begin{bmatrix}0&a^{2}&p^{2}&d^{2}&1\\a^{2}&0&b^{2}&q^{2}&1\\p^{2}&b^{2}&0&c^{2}&1\\d^{2}&q^{2}&c^{2}&0&1\\1&1&1&1&0\end{bmatrix}}=0.}

## Bisectrices
Las bisectrices internas de un cuadrilátero convexo forman un cuadrilátero cíclico: p.127  (es decir, los cuatro puntos de intersección de las bisectrices adyacentes son cocíclicos) o son concurrentes. En el último caso, se trata de un cuadrilátero circunscrito.
En el cuadrilátero ABCD, si las bisectrices de A y C coinciden con la diagonal BD, entonces las bisectrices de B y D se encuentran sobre la diagonal AC.

## Bimedianas

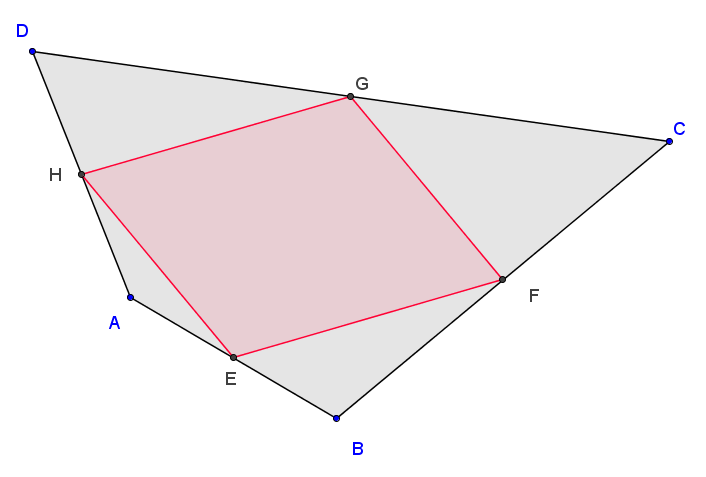
Paralelogramo de Varignon (EFGH)

Las bimedianas de un cuadrilátero son los segmentos de línea que conectan los puntos medios de los lados opuestos. La intersección de las bimedianas es el centroide de los vértices del cuadrilátero.
Los puntos medios de los lados de cualquier cuadrilátero (convexo, cóncavo o cruzado) son los vértices de un paralelogramo, llamado paralelogramo de Varignon. Tiene las siguientes propiedades:
- Cada par de lados opuestos del paralelogramo de Varignon son paralelos a una diagonal en el cuadrilátero original.
- Un lado del paralelogramo de Varignon es la mitad de largo que la diagonal del cuadrilátero original a la que es paralelo.
- El área del paralelogramo de Varignon es igual a la mitad del área del cuadrilátero original. Esto es cierto para los cuadriláteros convexos, cóncavos y cruzados, siempre que el área de estos últimos se defina como la diferencia de las áreas de los dos triángulos de los que está compuesto.[33]
- El perímetro del paralelogramo de Varignon es igual a la suma de las diagonales del cuadrilátero original.
- Las diagonales del paralelogramo de Varignon son las bimedianas del cuadrilátero original.

Las dos bimedianas de un cuadrilátero y el segmento que une los puntos medios de las diagonales de ese cuadrilátero son concurrentes, y todas quedan divididas en dos partes iguales por su punto de intersección.: p.125 
En un cuadrilátero convexo con lados a, b, c y d, la longitud de la bimediana que conecta los puntos medios de los lados a y c es
{\displaystyle m={\tfrac {1}{2}}{\sqrt {-a^{2}+b^{2}-c^{2}+d^{2}+p^{2}+q^{2}}}}
donde p y q son las longituded de las diagonales. La longitud de la bimediana que conecta los puntos medios de los lados b y d es
{\displaystyle n={\tfrac {1}{2}}{\sqrt {a^{2}-b^{2}+c^{2}-d^{2}+p^{2}+q^{2}}}.}
Por lo tanto,: p.126 
{\displaystyle \displaystyle p^{2}+q^{2}=2(m^{2}+n^{2}).}
Este también es un corolario a la ley del paralelogramo aplicada sobre el paralelogramo de Varignon.
Las longitudes de las bimedianas también se pueden expresar en términos de dos lados opuestos y la distancia x entre los puntos medios de las diagonales. Esto es posible cuando se usa el teorema del cuadrilátero de Euler en las fórmulas anteriores. Entonces
{\displaystyle m={\tfrac {1}{2}}{\sqrt {2(b^{2}+d^{2})-4x^{2}}}}
y
{\displaystyle n={\tfrac {1}{2}}{\sqrt {2(a^{2}+c^{2})-4x^{2}}}.}
Téngase en cuenta que los dos lados opuestos en estas fórmulas son los dos que no conecta la bimediana.
En un cuadrilátero convexo, existe la siguiente conexión dual entre las bimedianas y las diagonales:
- Las dos bimedianas tienen la misma longitud si y solo si cuando las dos diagonales son perpendiculares entre sí.
- Las dos bimedianas son perpendiculares si y solo si las dos diagonales tienen la misma longitud.

## Identidades trigonométricas
Los cuatro ángulos de un cuadrilátero simple  ABCD  satisfacen las siguientes identidades:
{\displaystyle \sin {A}+\sin {B}+\sin {C}+\sin {D}=4\sin {\frac {A+B}{2}}\sin {\frac {A+C}{2}}\sin {\frac {A+D}{2}}}
y
{\displaystyle {\frac {\tan {A}\tan {B}-\tan {C}\tan {D}}{\tan {A}\tan {C}-\tan {B}\tan {D}}}={\frac {\tan {(A+C)}}{\tan {(A+B)}}}.}
Además,
{\displaystyle {\frac {\tan {A}+\tan {B}+\tan {C}+\tan {D}}{\cot {A}+\cot {B}+\cot {C}+\cot {D}}}=\tan {A}\tan {B}\tan {C}\tan {D}.}
En las últimas dos fórmulas, no se permite que ningún ángulo sea un ángulo recto, dado que tan 90° (la función trigonométrica tangente de un ángulo recto), no está definida.

## Desigualdades

### Área
Si un cuadrilátero convexo tiene los lados consecutivos a, b, c y d; y las diagonales p y q; entonces su área K satisface
{\displaystyle K\leq {\tfrac {1}{4}}(a+c)(b+d)} (siendo una igualdad solo para un rectángulo)
{\displaystyle K\leq {\tfrac {1}{4}}(a^{2}+b^{2}+c^{2}+d^{2})} (siendo una igualdad solo para un cuadrado)
{\displaystyle K\leq {\tfrac {1}{4}}(p^{2}+q^{2})} (siendo una igualdad solo si las diagonales son perpendiculares e iguales)
{\displaystyle K\leq {\tfrac {1}{2}}{\sqrt {(a^{2}+c^{2})(b^{2}+d^{2})}}} (siendo una igualdad solo para un rectángulo)
De la fórmula de Bretschneider se deduce directamente que el área de un cuadrilátero satisface que
{\displaystyle K\leq {\sqrt {(s-a)(s-b)(s-c)(s-d)}}}
dándose la igualdad si y solo si el cuadrilátero es cíclico o degenerado, de tal manera que la longitud de un lado es igual a la suma de los otros tres (es decir, ha colapsado en un segmento, por lo que su área es cero).
El área de cualquier cuadrilátero también satisface la desigualdad
{\displaystyle \displaystyle K\leq {\tfrac {1}{2}}{\sqrt[{3}]{(ab+cd)(ac+bd)(ad+bc)}}.}
Denotando el perímetro como L, se tiene que: p.114 
{\displaystyle K\leq {\tfrac {1}{16}}L^{2},}
con igualdad solo en el caso de un cuadrado.
El área de un cuadrilátero convexo también satisface que
{\displaystyle K\leq {\tfrac {1}{2}}pq}
para longitudes de las diagonales p y q, verificándose la igualdad si y solo si las diagonales son perpendiculares.
Sean a, b, c y d las longitudes de los lados de un cuadrilátero convexo ABCD con el área K y diagonales AC=p y BD=q. Entonces
{\displaystyle K\leq {\frac {a^{2}+b^{2}+c^{2}+d^{2}+p^{2}+q^{2}+pq-ac-bd}{8}}} cumpliéndose la igualdad solo para un cuadrado.
Sean a, b, c y d las longitudes de los lados de un cuadrilátero convexo ABCD con el área K. Entonces, se cumple la siguiente desigualdad:
{\displaystyle K\leq {\frac {1}{3+{\sqrt {3}}}}(ab+ac+ad+bc+bd+cd)-{\frac {1}{2(1+{\sqrt {3}})^{2}}}(a^{2}+b^{2}+c^{2}+d^{2})} cumpliéndose la igualdad solo para un cuadrado.

### Diagonales y bimedianas
Un corolario del teorema del cuadrilátero de Euler es la desigualdad
{\displaystyle a^{2}+b^{2}+c^{2}+d^{2}\geq p^{2}+q^{2}}
donde la igualdad se cumple si y solo si el cuadrilátero es un paralelogramo.
Euler también generalizó el teorema de Ptolomeo, que es una igualdad para un cuadrilátero cíclico, en una desigualdad para un cuadrilátero convexo. Afirma que
{\displaystyle pq\leq ac+bd}
donde se verifica la igualdad sí y solo si el cuadrilátero es cíclico.: p.128–129  Esta relación a menudo se denomina desigualdad de Ptolomeo.
En cualquier cuadrilátero convexo, las bimedianas m y  n, y las diagonales p y q están relacionadas por la desigualdad
{\displaystyle pq\leq m^{2}+n^{2},}
verificándose la igualdad si y solo si las diagonales son iguales.: Prop.1  Esto se deduce directamente de la identidad del cuadrilátero 
{\displaystyle m^{2}+n^{2}={\tfrac {1}{2}}(p^{2}+q^{2}).}

### Lados
Los lados a, b, c y d de cualquier cuadrilátero satisfacen que: p.228, #275 
{\displaystyle a^{2}+b^{2}+c^{2}>{\frac {d^{2}}{3}}}
y además: p.234, #466 
{\displaystyle a^{4}+b^{4}+c^{4}\geq {\frac {d^{4}}{27}}.}

## Propiedades de máximos y mínimos
Entre todos los cuadriláteros con un perímetro dado, el que tiene el área más grande es el cuadrado. Esto se llama teorema isoperimétrico para cuadriláteros. Es una consecuencia directa de la desigualdad del área : p.114 
{\displaystyle K\leq {\tfrac {1}{16}}L^{2}}
donde K es el área de un cuadrilátero convexo con perímetro L. La igualdad se cumple sí y solo si el cuadrilátero es un cuadrado. El doble teorema establece que de todos los cuadriláteros con un área dada, el cuadrado tiene el perímetro más corto. El cuadrilátero con longitudes laterales dadas que tiene el área máxima es el cuadrilátero cíclico. De todos los cuadriláteros convexos con diagonales dadas, el cuadrilátero ortodiagonal tiene el área más grande. : p.119  Esto es una consecuencia directa del hecho de que el área de un cuadrilátero convexo satisface la condición
{\displaystyle K={\tfrac {1}{2}}pq\sin {\theta }\leq {\tfrac {1}{2}}pq,}
donde θ es el ángulo entre las diagonales p y q. La igualdad se cumple si y solo si θ=90°. Si P es un punto interior en un cuadrilátero convexo ABCD, entonces
{\displaystyle AP+BP+CP+DP\geq AC+BD.}
De esta desigualdad se deduce que el punto dentro de un cuadrilátero que minimiza la suma de distancias a los vértices es la intersección de las diagonales. Por lo tanto, ese punto es el punto de Fermat de un cuadrilátero convexo. : p.120 

## Puntos y líneas notables en un cuadrilátero convexo

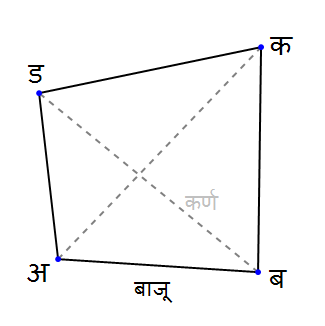
Puntos y líneas notables en un cuadrilátero convexo.

El centro de un cuadrilátero se puede definir de varias maneras diferentes. El "centroide de vértices" proviene de considerar el cuadrilátero como vacío pero con masas iguales en sus vértices. El "centroide lateral" viene de considerar que los lados tienen masa constante por unidad de longitud. El centro habitual, llamado simplemente centroide (centro del área), proviene de considerar que la superficie del cuadrilátero tiene una densidad constante. En general, estos tres puntos no son todos el mismo punto. El "centroide de vértices" es la intersección de las dos bimedianas. Como con cualquier polígono, las coordenadas x e y del centroide de vértices son las medias aritméticas de las coordenadas x e y de los vértices. El "centroide del área" del cuadrilátero ABCD se puede construir de la siguiente manera. Sean Ga, Gb, Gc, Gd los centroides de los triángulos BCD, ACD, ABD, ABC respectivamente. Entonces, el "centroide del área" es la intersección de las rectas GaGc y GbGd.
En un cuadrilátero convexo general ABCD, no existen analogías naturales con la circunferencia circunscrita y la altura de un triángulo. Pero dos de estos puntos se pueden construir de la siguiente manera. Sean  Oa, Ob, Oc, Od los circuncentros de los triángulos BCD, ACD, ABD, ABC respectivamente; y sean Ha, Hb, Hc y Hd los ortocentros de los mismos triángulos. Entonces, la intersección de las líneas Oa Oc y Ob Od se denomina cuasicircuncentro, y la intersección de las líneas HaHc y H bHd se llama el cuasiortocentro del cuadrilátero convexo. Estos puntos se pueden usar para definir una recta de Euler de un cuadrilátero. En un cuadrilátero convexo, el cuasiortocentro H, el "centroide de área" G y el cuasicircuncentro O son colineales en este orden, y HG=2GO. También se puede definir un cuasicentro de nueve puntos E como la intersección de las líneas EaEc y EbEd, donde Ea, Eb, Ec, Ed son los centros de los nueve puntos de los triángulos BCD, ACD, ABD, y ABC respectivamente. Entonces E es el punto medio de OH. Otra línea notable en un cuadrilátero convexo no paralelogramo es la línea de Newton, que conecta los puntos medios de las diagonales, el segmento que conecta estos puntos pasa por el centroide de los vértices. Una línea más interesante (en cierto sentido dual a la línea de Newton) es la recta que conecta el punto de intersección de las diagonales con el centroide de los vértices. La línea es notable por el hecho de que contiene el centroide (área). El centroide de los vértices divide el segmento que conecta la intersección de las diagonales y el centroide (área) en la proporción 3:1.
Para cualquier cuadrilátero ABCD con puntos P y Q, construidos como las intersecciones de AD y BC y de AB y CD, respectivamente, los círculos (PAB), (PCD), (QAD), y (QBC) pasan a través de un punto común M, llamado punto de Miquel.

## Otras propiedades de los cuadriláteros convexos
- Dibújense los cuadrados exteriores en todos los lados de un cuadrilátero. Los segmentos que conectan los centros de los cuadrados opuestos son (a) de igual longitud, y (b) perpendiculares. Así, estos centros son los vértices de un cuadrilátero ortodiagonal. Esto se llama teorema de Van Aubel.
- Para cualquier cuadrilátero simple con longitudes de lado dadas, hay un cuadrilátero cíclico con las mismas longitudes de lado.[43]
- Los cuatro triángulos más pequeños formados por las diagonales y los lados de un cuadrilátero convexo tienen la propiedad de que el producto de las áreas de dos triángulos opuestos es igual al producto de las áreas de los otros dos triángulos.[50]

## Cuadriláteros alabeados

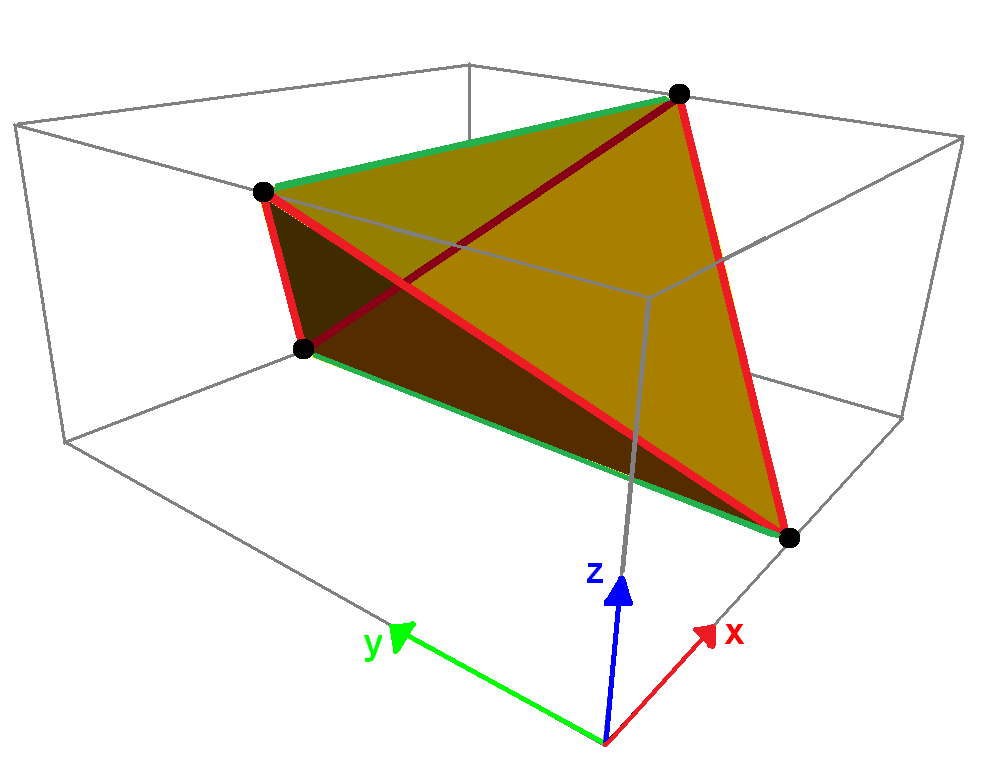
Los lados de un disfenoide (color rojo) representan un cuadrilátero regular alabeado

Un cuadrilátero no plano se llama "cuadrilátero alabeado". Las fórmulas para calcular sus ángulos diédricos a partir de las longitudes de los lados y el ángulo entre dos lados adyacentes se utilizan para trabajar en las propiedades de moléculas como el ciclobutano, que contienen un anillo "alabeado" de cuatro átomos. Históricamente, el término cuadrilátero gauche (término tomado del francés, con el significado de no plano) también se usó para referirse a un cuadrilátero alabeado. Un cuadrilátero alabeado junto con sus diagonales forma un tetraedro (posiblemente no regular), y por el contrario, cada cuadrilátero alabeado proviene de un tetraedro al que se le eliminan un par de aristas opuestas.